# 类芒齿黄耆
类芒齿黄耆（学名：Astragalus camptodontoides）是豆科黄芪属的植物，是中国的特有植物。分布于中国大陆的云南等地，生长于海拔3,660米的地区，多生长于山坡岩石上，目前尚未由人工引种栽培。